# Corte Madera (Kalifornia)
Corte Madera város az USA Kalifornia államában. Lakosainak száma 10 222 fő (2020. április 1.).

## Népesség
A település népességének változása:

| 2010 | 9 253  |
| 2020 | 10 222 |